# Iván Escobar
Iván Escobar (...) è un produttore televisivo e sceneggiatore spagnolo.
Ha prodotto la serie Vis a vis - Il prezzo del riscatto andata in onda su Antena 3 e su Fox España dal 2015 al 2019.
È stato autore delle sceneggiature, assieme ad altri sceneggiatori come Ruiz Córdoba (autrice della terza e quarta stagione) e Lucía Carballal (autrice della quarta stagione), dello spin-off Vis a vis - L'Oasis.